# Ultra Maurice
L'Ultra Maurice ou Ultra Trail Raidlight Beachcomber (UTRB) du nom des sponsors-titres, Raidlight et Beachcomber, est une série de trails et d'ultra-trails disputée chaque année en juillet sur l'île Maurice, en Maurice. L'épreuve la plus longue se déroule sur un parcours de 120 km pour 4 500 m de dénivelé positif.

## Palmarès
| Édition | Date            | Hommes | Hommes             | Hommes           | Femmes               | Femmes               | Femmes               |
| ------- | --------------- | ------ | ------------------ | ---------------- | -------------------- | -------------------- | -------------------- |
|         |                 | Rang   | Athlète            | Temps            | Rang                 | Athlète              | Temps                |
| 1re     | 26 juillet 2014 | 1er    | Freddy Thévenin    | 17 h 14 min 48 s | 4e                   | Marcelle Puy         | 25 h 50 min 55 s     |
| 2e      | 1er août 2015   | 1er    | Christophe Le Saux | 16 h 44 min 12 s | 5e                   | Uxue Fraile Azpeitia | 18 h 58 min 51 s     |
| 3e      | 9 juillet 2016  | 1er    | Romain Bayol       | 15 h 49 min 00 s | 5e                   | Nathalie Mauclair    | 18 h 32 min 01 s     |
| 4e      | 8 juillet 2017  | 1er    | Sangé Sherpa       | 13 h 57 min 08 s | Pas de participantes | Pas de participantes | Pas de participantes |

 Record de l'épreuve